# Берчани
Берчани (на гръцки: Βεροιώτες, Вериотес) са жителите на град Бер, на гръцки Верия, Егейска Македония, Гърция. Това е списък на най-известните от тях.

## Родени в Бер
А — Б — В — Г — Д –
Е — Ж — З — И — Й –
К — Л — М — Н — О –
П — Р — С — Т — У –
Ф — Х — Ц — Ч — Ш –
Щ — Ю — Я

### А
- Апостол (Толи) Хаджигогу (Toli Hagigogu), арумънски политик и публицист, водач на съпротивата срещу гърцизма
- Апостолос Весиропулос (р. 1966), гръцки политик

### В
- Василиос Гунарис, гръцки политик

### Г
- Георге Гъма (1917 – 1992), румънски актьор
- Георгий Павлидис (1916 – 1990), гръцки духовник
- Георгиос Гунарис, гръцки физик

### Д
- Димитриос Влахопулос (р. 1931), гръцки политик
- Димитриос Хадзидимитриу (1918 – 1999), гръцки политик
- Димитрис Итудис (р. 1970), гръцки баскетболен треньор
- Димитрис Мавропулос, гръцки актьор

### Е
- Елие Карафоли (1901 – 1983), виден румънски учен, инженер
- Емануил Захос (1860 – 1924), гръцки просветен деец[2]
- Есат Сагай (1974 – 1938), турски военен и политик

### Й
- Йоан Кутова (1919 – 1992), арумънски поет
- Йоана Гайтани (р. 1959), гръцки политик
- Йоанис Гунарис (1896 – 1955), гръцки журналист
- Йоанис Котуниос (1572 – 1657), гръцки ренесансов философ
- Йон Караника (1903 – 1938), румънски фашист, терорист на Желязната гвардия

### К
- Калиникос Маниос (1624 – 1665), гръцки просветен деец
- Калиник I Родоски, гръцки духовник, родоски митрополит от 1758 до 1792 година
- Кириакос Амиридис (1957 – 2016), гръцки политик
- Кирил Корчански (1763 – 1845), гръцки духовник
- Кола Нича, войвода на ВМОРО
- Константинос Йованопулос (р. 1965), гръцки политик
- Константинос Калократос (1589 – ?), гръцки поет и учен
- Константинос Коцопулос (р. 1997), гръцки футболист
- Костас Царцарис (р. 1979), гръцки баскетболист

### Л
- Лазарос Цавдаридис (р. 1970), гръцки политик от Нова демокрация[3]

### М
- Мария Дану (р. 1990), гръцка скиорка
- Матеос Цахуридис (р. 1978), гръцки музикант
- Митрофан Критопулос (1589 – 1639), гръцки духовник, патриарх на Александрия

### Н
- Николае Караиску (1911 – 1969), румънски поет
- Никифор Цепелис (? – 1825), гръцки духовник
- Николаос Калцас (р. 1990), гръцки футболист
- Нифонт I, вселенски патриарх от 1311 до 1314 година
- Нусрет Суман (1905 – 1978), турски скулптор

### П
- Павел Апостолидис (р. 1963), гръцки духовник, драмски митрополит
- Пантелис Кафес (р. 1978), гръцки футболист

### С
- Седат Алп (1913 – 2006), виден турски археолог
- Соня Теодориду, гръцка оперна певица
- Стерие Чюмети (1904 – 1933), активист на Желязната гвардия
- Стерю Хаджигогу (Steriu, Stere, Sterie Hagigogu), румънски политик, арумънски активист
- Стефанос Гайтанос (р. 1948), гръцки футболист

### Т
- Тулиу Карафоли (1882 – 1936), арумънски писател

### Х
- Христина Колеца (р. 1980), гръцка певица

### Дейци на гръцката въоръжена пропаганда в Македония от Бер
- Анастасиос Карадзиоглу или Коракас (Αναστάσιος Καρατζιόγλου η Κόρακας, 1908 – ?), гръцки андартски деец, агент от трети ред между 1904 и 1909 година, участва в Гръцко-турската война от 1922, Итало-гръцката война от 1941 и Гръцката гражданска война между 1946 и 1949 година[4]
- Анастасиос Катергарис (Αναστάσιος Κατεργάρης), гръцки андартски деец, агент от трети ред[4]
- Анастасиос Сьорманолакис (1852 – 1924), гръцки андартски деец
- Анастасиос Томаидис (Αναστάσιος Θωμάϊδης), гръцки андартски деец, агент от трети ред[5]
- Антониос Валканас (Αντώνιος Βαλκάνας), гръцки андартски деец, агент от трети ред, помощник на Георгиос Франгакос, отговарящ за доставките от Лариса за Марихово[5]
- Антониос Димитракис (Αντώνιος Δημητρακάκης), гръцки андартски деец, десетар в четата на Атанасиос Минопулос между 1906 и 1908 година[5]
- Антониос Катинас (Αντώνιος Κατηνάς), гръцки андартски деец, агент от трети ред[4]
- Антониос Киркос (Αντώνιος Κύρκος), гръцки андартски деец, агент от трети ред, помощник на Василиос Ставропулос[4]
- Антониос Николаидис, гръцки андартски капитан[6]
- Антониос Солиотис (Αντώνιος Σολιώτης), гръцки андартски деец, агент от трети ред[7]
- Апостолос Пацавурас (Απόστολος Πατσαβούρας), гръцки андартски деец, четник при Василиос Ставропулос и участва срещу румънската пропаганда в Македония[6]
- Апостолос Цорлинис (Απόστολος Τσορλίνης), гръцки андартски деец, четник при Николаос Андрианакис, участва в нападението над Лехово през 1906 година[7]
- Аргириос Цикерданос (Αργύριος Τσικερδάνος), гръцки андартски деец, агент от трети ред[7]
- Атанасиос Коста (Αθανάσιος Κώστα), гръцки андартски деец, четник на Емануил Бенис, убит в сражение с турци край Негуш[4]
- Атанасиос Цукнидас (Αθανάσιος Τσουκνίδας), гръцки андартски деец, агент от първи ред[7]
- Георгиос Канакис (Γεώργιος Κανάκης), гръцки андартски деец, агент от втори ред, работи в Берската митрополия[5]
- Георгиос Киркос (Γεώργιος Κύρκος), гръцки андартски деец, агент от трети ред[4]
- Георгиос Малиопулос (Γεώργιος Μελιόπουλος), гръцки андартски деец, четник[4]
- Георгиос Папандониу или Дзондзос (Γεώργιος Παπαντωνίου ή Τζόντζος), гръцки андартски деец, агент от първи ред, служител на гръцкото консулство и близък на Василиос Ставропулос между 1907 и 1908[6]
- Георгиос Пердикис (Γεώργιος Περδίκης), учител и гръцки андартски деец, агент от втори ред[7]
- Георгиос Псипсикас (Γεώργιος Ψιψίκας), гръцки андартски деец, четник при Василиос Ставропулос във Вермио[8]
- Георгиос Хохлиурас (Γεώργιος Χοχλιούρας), гръцки андартски деец, четник при Василиос Ставропулос[8]
- Георгиос Цямитрос (Γεώργιος Τσιαμήτρος), гръцки андартски деец, агент от трети ред, помощник на Василиос Ставропулос[7]
- Димитриос Папанастасиу(Δημήτριος Παπαναστασίου), гръцки андартски деец, агент от трети ред[6]
- Димитриос Пацавурас (Δημήτριος Πατσαβούρας), гръцки андартски деец, четник[6]
- Димитриос Пациурас (Δημήτριος Πατσιούρας), гръцки андартски деец, агент от трети ред, подпомагащ с припаси четата на Василиос Ставропулос, убит от дейци на румънската пропаганда през 1908 година[7]
- Емануил Бидзос (Εμμανουήλ Μπίτζος), гръцки андартски деец, четник[6]
- Емануил Захос (Εμμανουήλ Ζάχος), гръцки андартски деец, агент от трети ред[5]
- Емануил Караманолис (Εμμανουήλ Καραμανώλης), гръцки андартски деец, агент от трети ред[4]
- Зафириос Меркуриос (Ζαφείριος Μερκούριος), гръцки андартски деец, агент от трети ред[4]
- Йоанис Димитриу (Ιωάννης Δημητρίου), гръцки андартски деец, агент от трети ред[5]
- Йоанис Колицас (Ιωάννης Κολίτσας), гръцки андартски деец, десетар в четата на Стерьос Даутис (капитан Перифанос)[4]
- Йоанис Мармарас (Ιωάννης Μαρμαράς), гръцки андартски деец, четник при Атанасиос Минопулос между 1906 и 1908 година[4]
- Йоанис Пикос (Ιωάννης Πίκος), Константинос Репос (Κωνσταντίνος Ρέππος), Александрос Сафалерас (Αλέξανδρος Σαφαλέρας), Константинос Сидерис (Κωνσταντίνος Σιδέρης), Георгиос Скалярис (Γεώργιος Σκαλιάρης), Георгиос Скорданос (Γεώργιος Σκορδάνος), Георгиос Стерьопулос (Γεώργιος Στεργιόπουλος), Григорис Стирпис (Γρηγόριος Στύρπης), Константинос Дзянтанас (Κωνσταντίνος Τζιαντάνας), гръцки андартски четници[7]
- Йоанис Дзидзиарис (Ιωάννης Τζιτζιάρης), гръцки андартски деец, десетар при Василиос Ставропулос от 1907 година, по-късно лежи в турски затвори[7]
- Йоанис Цямитрос (Ιωάννης Τσιαμήτρος), гръцки андартски деец, четник при Василиос Ставропулос и Георгиос Франгакос, участник в борбата с румънската пропаганда, арестуван и освободен след 1908 година[7]
- Константинос Атанасиу (Κωνσταντίνος Αθανασίου), гръцки андартски деец, агент от трети ред, помощник на Михаил Анагностакос и Панайотис Пападзанетеас[5]
- Константинос Киру (Κωνσταντίνος Κύρου), гръцки андартски деец, агент от трети ред, отговарящ за района на Бистрица, осъден на 4 години затвор от османските власти[4]
- Константинос Пацавурас (Κωνσταντίνος Πατσαβούρας), гръцки андартски деец, четник при Василиос Ставропулос и борец срещу румънската пропаганда[7]
- Константинос Трингонис (Κωνσταντίνος Τριγγώνης), гръцки андартски деец, агент от трети ред, помощник на Павлос Мелас и Георгиос Франгакос[7]
- Менелаос Валасис (Μενέλαος Βαλάσσης), гръцки андартски деец и лекар в Лерин, агент от втори ред, има заслуга на влизането на гръцката войска в Лерин през Балканската война[5]
- Меркуриос Кирацус (Μερκούριος Κυρατσούς), гръцки андартски деец, четник, убит през 1907 година в Дихалеври[4]
- Николаос Антониадис (Νικόλαος Αντωνιάδης), гръцки андартски деец, агент от първи ред[5]
- Николаос Малионгас (Νικόλαος Μαλιόγκας), гръцки андартски деец, подвойвода на Георгиос Франгакос между 1906 и 1908 година и действа срещу румънската пропаганда в Македония, участва в нападението над Апостол Хаджигогу в Агиос Йоанис[4]
- Николаос Пасватис (Νικόλαος Πασβάτης), гръцки андартски деец, агент от трети ред[6]
- Панайотис Кацакиорис (Παναγιώτης Κατσακιώρης), гръцки андартски деец, четник[4]
- Панайотис Панайотидис (Παναγιώτης Παναγιωτίδης), гръцки андартски деец, агент от трети ред, служи в турската жандармерия и предава сведения на андартите[6]
- Петрос Божинопулос (Πέτρος Μπουζινόπουλος), гръцки андартски деец, четник[6]
- Продромос Балдзис (Πρόδρομος Μπαλτζής), гръцки андартски деец, агент от трети ред[4]
- Стерьос Кукутегос или Боботас (Στέργιος Κουκουτέγος η Μπομπότας, 1885 – 1947), гръцки андартски капитан
- Стерьос Пацавурас (Στέργιος Πατσαβούρας), гръцки андартски деец, четник при Георгиос Франгакос и борец с румънската пропаганда[6]
- Стефанос Канакис (Στέφανος Κανάκης), гръцки андартски деец, агент от трети ред, шпионира българи и турци в Солун[4]
- Стефанос Папагалос (? – 1910), гръцки андартски капитан
- Фотиос Карамициос (Φώτιος Καραμήτσιος), гръцки андартски деец, агент от трети ред[4]
- Теодорос Калайдзис (Θεόδωρος Καλαϊτζής), учител и гръцки андартски деец, агент от втори ред[5]
- Томас Акривопулос (Θωμάς Ακριβόπουλος), гръцки андартски деец, командир на отделение в четата на Константинос Мазаракис между 1905 и 1908 година[5]
- Томас Ахтис или Ахцудас (Θωμάς Αχτής ή Αχτσούδας), гръцки андартски деец, четник[5]
- Томас Кукулиос (Θωμάς Κουκουλιός), гръцки андартски деец, агент от трети ред и помощник на Василиос Ставропулос между 1906 и 1908 година[4]
- Томас Хадзиканелис (Θωμάς Χατζηκανέλης), гръцки андартски деец, агент от втори ред[7]
- Христос Николау (Χρήστος Νικολάου), гръцки андартски деец, четник при Василиос Ставропулос между 1907 и 1908 година[4]
- Яни Папааргир (Ιωάννης Παπαργυρίου), гръцки андартски деец, ръководител[6]

## Починали в Бер
- Димитър Робков (? – 1913), войвода на ВМОРО[9]
- Матеос Йоану (1815 – 1880), гръцки зограф
- Стерьос Кукутегос (Капитан Тасос, 1855 – 1947), деец на Гръцката въоръжена пропаганда в Македония[10]

## Други
- Димитриос Викелас (1835 – 1908), гръцки бизнесмен, председател на МОК, по произход от Бер
- Димитриос Рактиван (1827 – 1893), гръцки бизнесмен, благотворител, по произход от Бер
- Константий Русис (? – 1941), гръцки духовник, Мъгленски (1911-1912), Воденски (1912-1922 и 1924-1941) и Берски (1922-1924) митрополит[11]
- Константинос Рактиван (1865 – 1935), гръцки юрист и политик, по произход от Бер
- Пую Хашоти (р. 1953), румънски политик, по произход от Бер